# جوي دوغلاس فاييرا
جوي دوغلاس فاييرا (بالإنجليزية: Joey D. Vieira)‏ هو ممثل أمريكي، ولد في 8 أبريل 1944 بلوس أنجلوس في الولايات المتحدة.

## العائلة
بالإضافة إلى كونه ابن أخ روبي كيلر، كان الأخ غير الشقيق للممثل كين ويذرواكس، المعروف بتجسيده شخصية بوغسلي آدامز في مسلسل «عائلة آدامز» الكوميدي في الستينيات.

## الأعمال

### أفلام
| السنة | العنوان           | الدور              |
| ----- | ----------------- | ------------------ |
| 1986  | إجازة فيريس بيولر | عامل توصيل البيتزا |
| 1988  | الحرارة الحمراء   | رجل في كشك الهاتف  |
| 2000  | ذا باتريوت        | بيتر هوارد         |

## روابط خارجية
- جوي دوغلاس فاييرا على موقع IMDb (الإنجليزية)
- جوي دوغلاس فاييرا على موقع ألو سيني (الفرنسية)
- جوي دوغلاس فاييرا على موقع أول موفي (الإنجليزية)
- جوي دوغلاس فاييرا على موقع قاعدة بيانات الأفلام السويدية (السويدية)
- جوي دوغلاس فاييرا على موقع قاعدة بيانات الفيلم (الإنجليزية)
- جوي دوغلاس فاييرا على موقع كينوبويسك (الروسية)